# San Cristóbal de Cea
San Cristóbal de Cea (en gallego y oficialmente, San Cristovo de Cea) es un municipio español de la provincia de Orense, en la comunidad autónoma Galicia. El término municipal, perteneciente a la comarca de Carballino, tiene una población de 1989 habitantes (INE 2024).

## Geografía
Integrado en la comarca de Carballino, la capital del municipio, Cea, se encuentra a 24 km de la capital provincial. El término municipal está atravesado por la carretera N-525 entre los pK 256 y 262, además de por la autovía autonómica AG-53 (Dozón-Orense) y las carreteras provinciales OU-504, que permite la comunicación con Carballino, y OU-901, que se dirige hacia Carballedo. 
En cuanto al relieve, existen dos zonas bien diferenciadas. La zona norte ocupa dos tercios del territorio y está surcada por una cadena montañosa que une Serra da Martiña (1039 metros) con Serra da Madanela, ya en Piñor, en dirección nordeste-suroeste. La zona sur, limitante con Carballino y Piñor, forma una penillanura que desciende suavemente hacia «Os Chaos de Amoeiro». Cuenta con una nutrida red hidrográfica (río Silvaboa, río Barbantiño y numerosos regatos) subsidiaria de cuenca del río Miño por su margen derecha. La altitud oscila entre los 1039 m (pico A Martiña) y los 280 m a orillas del río Barbantiño. La sede del municipio se alza a 525 m sobre el nivel del mar.
| Noroeste: Piñor           | Norte: Dozón (Pontevedra) y Carballedo (Lugo) | Noreste: Carballedo (Lugo)           |
| Oeste: Piñor y Carballino |                                               | Este: Carballedo (Lugo) y Villamarín |
| Suroeste: Maside          | Sur: Amoeiro                                  | Sureste: Villamarín                  |

## Historia
Existe un yacimiento arqueológico con restos neolítico, aunque parte de él ha sido destruido.
Hasta la reforma de la nomenclatura municipal de 1916 el municipio se llamaba simplemente Cea. En dicha fecha su nombre fue modificado por el de San Cristóbal de Cea.

## Demografía
Cuenta con una población de 1989 habitantes (INE 2024).
| Gráfica de evolución demográfica de San Cristovo de Cea entre 1842 y 2021 |
| |
| Población de derecho según los censos de población del INE Población de hecho según los censos de población del INEEn estos censos se denominaba Cea: 1842, 1857, 1860, 1877, 1887, 1897, 1900 y 1910 En estos censos se denominaba San Cristóbal de Cea: 1920, 1930, 1940, 1950, 1960, 1970 y 1981 |

## Organización territorial
El municipio está formado por ochenta y seis entidades de población distribuidas en trece parroquias:
- Castrelo (San Ciprián)[8][11]
- Cea (San Cristóbal)[8][12]
- Cobas[9] (Santa María)[13]
- Lamas (San Martín)[8][14]
- Longos (Santa Eulalia)[8][15][10]
- Mandrás (San Pedro)
- Osera[9] (Santa María la Real)[8][16]
- Pereda (Santa Eulalia)[8][17][10]
- San Facundo[8][9][18][10]
- Souto (San Salvador)
- Vales (San Pedro)
- Villaseco[9] (San Miguel)[8][19]
- Viña (San Román)

## Economía
La importancia económica del Pan de Cea en la región se manifiesta de varias maneras. Primero, proporciona empleo y una fuente de ingresos estable para los panaderos locales y las empresas asociadas, desde la producción de ingredientes hasta la distribución y venta. Además, este producto con el distintivo Indicación geográfica protegida ayuda a mantener vivas las tradiciones y el patrimonio culinario, atrae a visitantes interesados en probar y aprender sobre esta especialidad, y estimula el desarrollo de otros negocios como restaurantes y alojamientos turísticos. 

## Fiestas
La Fiesta de Exaltación del Pan de Cea se celebra anualmente.